# Сфорца, Карло
Карло Сфорца (итал. Carlo Sforza; 24 января 1872, Монтиньозо, — 4 сентября 1952, Рим) — итальянский политик, председатель Национального совета Италии (1945—1946), министр иностранных дел Королевства Италия (1920—1921), министр иностранных дел Итальянской республики (1947—1951).

## Биография
Происходил из боковой ветви некогда влиятельного знатного рода Сфорца. В 1896 году поступил на дипломатическую службу. В 1911—1915 годах служил поверенным в делах в Китае, а затем до 1918 года занимал эту же должность в Сербии. В 1919 году стал помощником государственного секретаря, а в следующем году министром иностранных дел в кабинете Джованни Джолитти. Выступал за нормализацию отношений с Югославией, в частности, был готов идти на компромисс в вопросе принадлежности Риеки. Вследствие этого оказался под шквалом критики со стороны итальянской общественности, особенно сторонников Муссолини, и в июле 1921 года ушел в отставку.
В 1922 году был назначен послом во Франции, но после прихода фашистов к власти оставил этот пост, не желая сотрудничать с новой властью (по примеру Сфорца то же решение принял посол Италии в Германии Альфредо Фрассати). В 1927 году Сфорца был вынужден покинуть страну. Он жил во Франции, Великобритании, Швейцарии, а с 1940 года поселился в США. За это время он разработал планы создания центральноевропейской и средиземноморской федераций.
В октябре 1943 года вернулся в Италию. В 1945 году возглавил Национальный совет (переходный парламент), а в 1946 году был избран в Учредительное собрание и вступил в Итальянскую республиканскую партию. В том же году сыграл важную роль в отречении короля Виктора Эммануила III. С 1947 по 1951 год вновь возглавлял министерство иностранных дел в правительстве Альчиде Де Гаспери. Был сторонником создания НАТО.

## Сочинения
- Giannini, Amedeo (a cura di). Un anno di politica estera: discorsi. — Roma: Libreria di scienze e lettere, 1921.
- Sforza, Carlo (a cura di). Le più belle pagine di Giuseppe Mazzini. — Milano: Treves, 1924.
- Cappa, Alberto (a cura di). Pensiero e azione di una politica estera italiana. — Bari: Laterza, 1924.
- L'énigme chinoise. — Paris: Payot, 1928.
- Diplomatic Europe since the Treaty of Versailles. — New Haven: Yale University Press, 1928.
- Les Batisseurs de l’Europe moderne. — Paris: Gallimard, 1931.
- Dictateurs et dictatures de l’aprés-guerre. — Paris: Gallimard, 1931.
- Les frères ennemis. — Paris: Gallimard, 1934.
- L’ame italienne. — Paris: Flammarion, 1934.
- Europe and Europeans: a study in historical psychology and international politics. — New York: Bobbs Merrill, 1936.
- Pachitch et l’union des Yougoslaves. — Paris: Gallimard, 1938.
- Sforza, Carlo (a cura di). The living thoughts of Machiavelli. — London: Cassel & Co, 1940.
- Les italiens tels qu’ils sont. — Montreal: L’Arbre, 1941.
- The totalitarian war and after. — Chicago: Chicago University Press, 1941.
- Contemporary Italy: its intellectual and moral origins. — New York: E.P.Dutton, 1944.
- Illusions et réalités de l’Europe. — Neuchatel: Ides et calendes, 1944.
- La guerra totalitaria e la pace democratica. — Napoli: Polis Editrice, 1944.
- Costruttori e distruttori. — Roma: Donatello De Luigi, 1945.
- L’Italia dal 1914 al 1944 quale io la vidi. — Roma: Mondadori, 1945.
- Panorama europeo. — Roma: Einaudi, 1945.
- Noi e gli altri. — Milano: Mondadori, 1946.
- Gli Italiani quali sono. — Milano: Mondadori, 1946.
- L’Italia alle soglie dell’Europa. — Milano, 1947.
- Jugoslavia, storia e ricordi. — Milano: Donatello De Luigi, 1948.
- Cinque anni a Palazzo Chigi: la politica estera italiana dal 1947 al 1951. — Roma: Atlante, 1952.
- Nolfo, Ennio Di (a cura di). Discorsi parlamentari. — Bologna, Il Mulino, 2006.